# Mateusz Gradecki
Mateusz Gradecki (ur. 4 czerwca 1994 w Trzebnicy) – polski profesjonalny golfista, zwycięzca dwóch turniejów Pro Golf Tour: NEW GOLF CLUB Matchplay Championship 2018 i Open Prestigia 2018.

## Początki golfa
Jego rodzice zaczęli grać w golfa, gdy mieszkali za granicą, a Mateusz trenował w Polsce piłkę nożną. Nie interesowała go gra w dyscyplinę rozgrywaną na polach golfowych. Podczas gdy zaczął trenować golfa, zmienił zdanie i przekonał się do tej dyscypliny. Jego ojciec, Krzysztof, znalazł się w 2011 roku na liście 100 najbogatszych Polaków w rankingu publikowanym przez tygodnik „Wprost”. Był właścicielem marketów Eko, które później sprzedał.

## Zawodowy golf
W 2018 roku rozpoczął swój pierwszy zawodowy sezon w golfie. W pierwszym turnieju Red Sea Egyptian Classic w Ajn Suchna z cyklu Pro Golf Tour zajął 6. miejsce z wynikiem –3. W czerwcu tego samego roku zajął drugie miejsce w turnieju Raiffeisen Pro Golf Tour St. Pölten 2018 presented by Elation Travel w St. Pölten, przegrywając z amatorskim wówczas golfistą z Niemiec Allenem Johnem. Ponieważ został najwyżej sklasyfikowanym zawodowcem, zdobył główną nagrodę pieniężną. Trzy miesiące później wygrał turniej Pro Golf Tour NEW GOLF CLUB Matchplay Championship w Neu-Ulm, pokonując w finale Francuza Baptista Acharda. Było to jego pierwsze zwycięstwo w karierze w tym cyklu.
W następnym roku podczas turnieju Red Sea Ain Sokhna Classic w Ajn Suchna z cyklu Pro Golf Tour zajął trzecie miejsce z wynikiem –15. Niedługo po tym osiągnięciu wygrał swój drugi w karierze turniej z cyklu Pro Golf Tour. Najlepszy okazał się podczas turnieju Open Prestigia w Casablance. Pod koniec kwietnia zainaugurował swój pierwszy pełny sezon Challenge Tour turniejem Turkish Airlines Challenge na polu Samsun Golf Club.
We wrześniu 2020 roku zajął drugie miejsce w turnieju Schladming Dachstein Open 2020 powered by EURAM BANK.

## Turnieje
W tabeli zostały uwzględnione jedynie turnieje European Tour, Challenge Tour i ProGolf Tour.
| Rok  | Zawody                                                               | Lokalizacja       | Tour           | Uderzenia | Pozycja | Punkty rankingowe |
| ---- | -------------------------------------------------------------------- | ----------------- | -------------- | --------- | ------- | ----------------- |
| 2009 | DHL Wroclaw Open                                                     | Wrocław           | Challenge Tour | 151       | MC      | –                 |
| 2015 | LOTOS Polish Open 2015                                               | Pętkowice         | ProGolf Tour   | —         | T31     | –                 |
| 2016 | LOTOS Polish Open                                                    | Pętkowice         | ProGolf Tour   | 214       | T16     | –                 |
| 2017 | Sierra Polish Open                                                   | Pętkowice         | ProGolf Tour   | 212       | T15     | –                 |
| 2017 | Wroclaw Open                                                         | Wrocław           | ProGolf Tour   | 200       | 3       | 1,60              |
| 2018 | Red Sea Egyptian Classic                                             | Ajn Suchna        | ProGolf Tour   | 213       | T6      | –                 |
| 2018 | Red Sea Ain Sokhna Classic                                           | Ajn Suchna        | ProGolf Tour   | 210       | T13     | –                 |
| 2018 | Open Casa Green Golf                                                 | Casablanca        | ProGolf Tour   | 216       | T56     | –                 |
| 2018 | Open Prestigia                                                       | Casablanca        | ProGolf Tour   | 208       | 5       | –                 |
| 2018 | Open Madaef                                                          | Al-Dżadida        | ProGolf Tour   | 227       | T38     | –                 |
| 2018 | Open Tazegzout                                                       | Agadir            | ProGolf Tour   | 211       | T4      | 1,20              |
| 2018 | Open Ocean                                                           | Agadir            | ProGolf Tour   | 204       | T6      | –                 |
| 2018 | Open Royal Golf Anfa Mohammedia                                      | Al-Muhammadijja   | ProGolf Tour   | 208       | 4       | 1,20              |
| 2018 | Turkish Airlines Challenge                                           | Atakum            | Challenge Tour | 145       | MC      | –                 |
| 2018 | Challenge de España                                                  | Álava             | Challenge Tour | 292       | T60     | –                 |
| 2018 | 56º Open de Portugal @ Morgado Golf Resort                           | Portimão          | Challenge Tour | 148       | MC      | –                 |
| 2018 | D+D REAL Czech Challenge                                             | Kuřim             | Challenge Tour | 287       | T55     | –                 |
| 2018 | Raiffeisen Pro Golf Tour St. Pölten 2018 presented by Elation Travel | St. Pölten        | ProGolf Tour   | 200       | T2      | 2,00              |
| 2018 | McNeill Open 2018 sponsored by KUHN Maßkonfektion                    | Walldürn          | ProGolf Tour   | 213       | T18     | –                 |
| 2018 | Polish Open                                                          | Prusice           | ProGolf Tour   | 202       | T16     | –                 |
| 2018 | Broekpolder International Open                                       | Vlaardingen       | ProGolf Tour   | 221       | T38     | –                 |
| 2018 | Gut Bissenmoor Classic 2018                                          | Bad Bramstedt     | ProGolf Tour   | 150       | MC      | –                 |
| 2018 | Zell am See- Kaprun Open 2018 presented by SalzburgerLand            | Zell am See       | ProGolf Tour   | 208       | T20     | –                 |
| 2018 | Euram Bank Open                                                      | Ramsau            | Challenge Tour | 272       | T23     | –                 |
| 2018 | Starnberg Open                                                       | Starnberg         | ProGolf Tour   | 207       | T22     | –                 |
| 2018 | D+D Real Czech Masters                                               | Praga             | European Tour  | 144       | MC      | –                 |
| 2018 | NEW GOLF CLUB Matchplay Championship                                 | Neu-Ulm           | ProGolf Tour   | —         | 1       | 4,00              |
| 2018 | Castanea Resort Championship                                         | Adendorf          | ProGolf Tour   | 215       | T15     | –                 |
| 2019 | Red Sea Egyptian Classic                                             | Ajn Suchna        | ProGolf Tour   | 150       | T60     | –                 |
| 2019 | Red Sea Ain Sokhna Classic                                           | Ajn Suchna        | ProGolf Tour   | 201       | T3      | 1,33              |
| 2019 | Open Casa Green Golf                                                 | Casablanca        | ProGolf Tour   | 146       | MC      | –                 |
| 2019 | Open Prestigia                                                       | Casablanca        | ProGolf Tour   | 202       | 1       | 4,00              |
| 2019 | Open Ocean                                                           | Agadir            | ProGolf Tour   | 205       | T4      | 1,20              |
| 2019 | Open Tazegzout                                                       | Agadir            | ProGolf Tour   | 215       | T11     | –                 |
| 2019 | Turkish Airlines Challenge                                           | Atakum            | Challenge Tour | 147       | MC      | –                 |
| 2019 | Challenge de España                                                  | Álava             | Challenge Tour | 150       | MC      | –                 |
| 2019 | Prague Golf Challenge                                                | Praga             | Challenge Tour | 150       | MC      | –                 |
| 2019 | D+D REAL Czech Challenge                                             | Kuřim             | Challenge Tour | 150       | MC      | –                 |
| 2019 | Swiss Challenge Presented by Swiss Golf                              | Hildisrieden      | Challenge Tour | 147       | MC      | –                 |
| 2019 | Hauts de France - Pas de Calais Golf Open                            | Saint-Omer        | Challenge Tour | 288       | T41     | –                 |
| 2019 | Andalucia - Costa del Sol Match Play 9                               | Estepona          | Challenge Tour | —         | MC      | –                 |
| 2019 | Italian Challenge Open Eneos Motor Oil                               | Monterosi         | Challenge Tour | 277       | T13     | 1,22              |
| 2019 | D+D REAL Slovakia Challenge                                          | Senica            | Challenge Tour | 143       | MC      | –                 |
| 2019 | Le Vaudreuil Golf Challenge                                          | Le Vaudreuil      | Challenge Tour | 146       | MC      | –                 |
| 2019 | Euram Bank Open                                                      | Ramsau            | Challenge Tour | 277       | T42     | –                 |
| 2019 | Made in Denmark Challenge - Presented by FREJA                       | Skanderborg       | Challenge Tour | 148       | MC      | –                 |
| 2019 | ISPS Handa World Invitational presented by Modest! Golf Management   | Ballymena         | Challenge Tour | 144       | MC      | –                 |
| 2019 | KPMG Trophy                                                          | Paal              | Challenge Tour | 142       | MC      | –                 |
| 2019 | Open de Bretagne                                                     | Pléneuf-Val-André | Challenge Tour | 147       | MC      | –                 |
| 2019 | 57º Open De Portugal @ Morgado Golf Resort                           | Portimão          | Challenge Tour | 146       | MC      | –                 |
| 2019 | Lalla Aïcha Challenge Tour                                           | Rabat             | Challenge Tour | 155       | T115    | –                 |
| 2019 | Stone Irish Challenge                                                | Kells             | Challenge Tour | 215       | T37     | –                 |
| 2020 | Red Sea Egyptian Classic                                             | Ajn Suchna        | ProGolf Tour   | 208       | T6      | –                 |
| 2020 | Red Sea Ain Sokhna Classic                                           | Ajn Suchna        | ProGolf Tour   | 213       | T4      | 1,20              |
| 2020 | Open Palmeraie Country Club                                          | Casablanca        | ProGolf Tour   | 204       | 5       | –                 |
| 2020 | Open Casa Green Golf                                                 | Casablanca        | ProGolf Tour   | 142       | MC      | –                 |
| 2020 | Open Royal Golf Anfa Mohammedia                                      | Al-Muhammadijja   | ProGolf Tour   | 213       | T6      | –                 |
| 2020 | Open Bahia Golf Beach                                                | Bouznika          | ProGolf Tour   | 146       | MC      | –                 |
| 2020 | Euram Bank Open                                                      | Ramsau            | European Tour  | 280       | T43     | –                 |
| 2020 | Gradi Polish Open by Emeralld                                        | Prusice           | ProGolf Tour   | 202       | T13     | –                 |
| 2020 | Raiffeisen Pro Golf Tour St. Polten                                  | Neidling          | ProGolf Tour   | 138       | T13     | –                 |
| 2020 | Starnberg Open                                                       | Starnberg         | ProGolf Tour   | 205       | T15     | –                 |
| 2020 | ALTEPRO Trophy by EXTEC                                              | Lázně Kynžvart    | ProGolf Tour   | 216       | T5      | –                 |
| 2020 | Schladming Dachstein Open 2020 powered by EURAM BANK                 | Oberhaus          | ProGolf Tour   | 197       | T2      | 2,00              |
| 2020 | Haugschlag NÖ Open by perfect eagle                                  | Haugschlag        | ProGolf Tour   | 205       | T8      | –                 |

     European Tour
     Challenge Tour
     ProGolf Tour